# Órgano de la Catedral Metropolitana de Buenos Aires

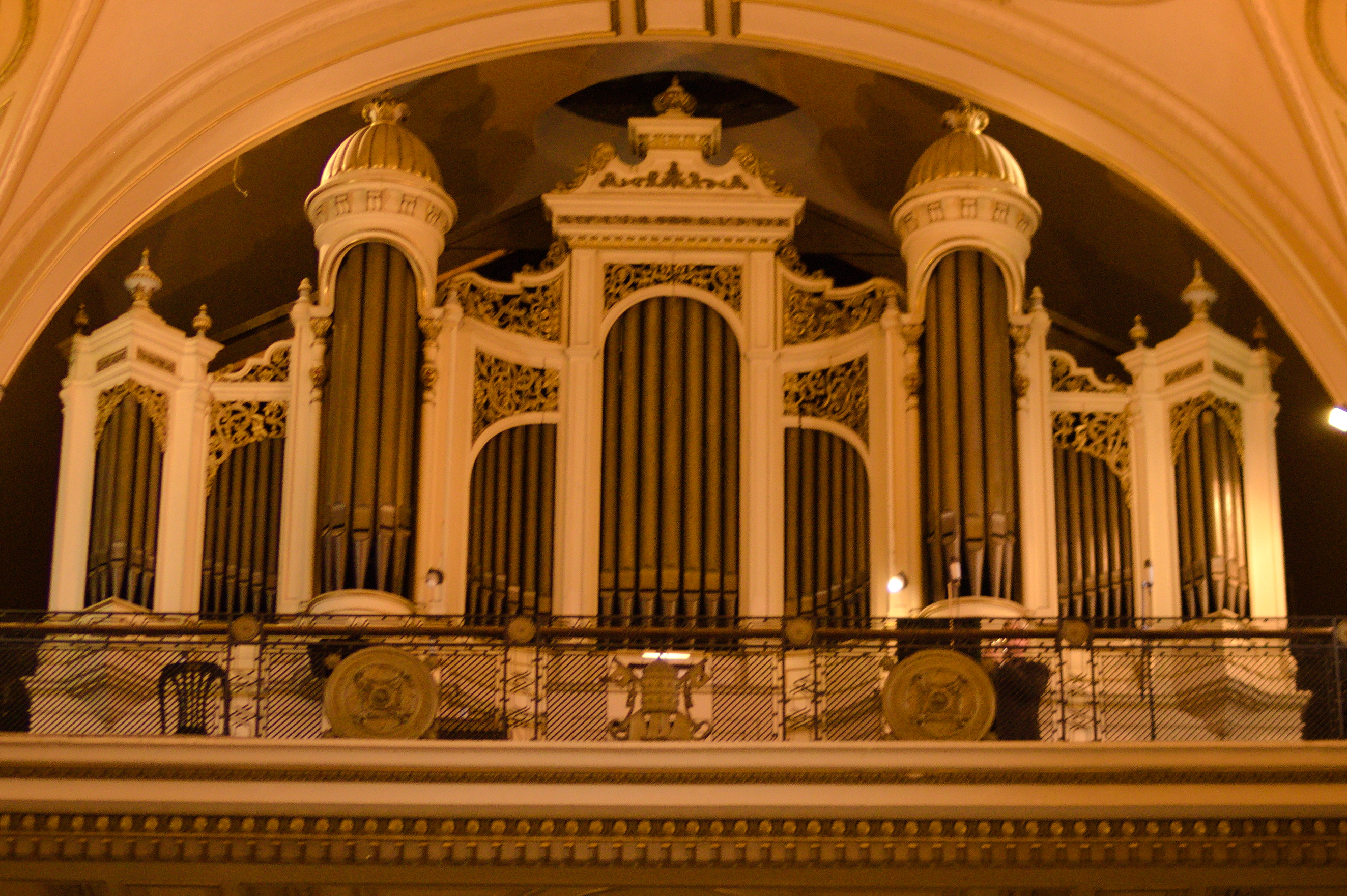
Gran órgano Walcker visto desde el corazón de la Catedral metropolitana de Buenos Aires.

El Órgano de la Catedral metropolitana de Buenos Aires opus 263 es un instrumento emplazado en dicho templo en el barrio de Montserrat, en la ciudad de Buenos Aires, Argentina, fue fabricado por la firma alemana Walcker Orgelbau en 1871, e instalado en 1873. Posee tres manuales, pedalera, 2846 tubos de metal y madera, agrupados en 44 rangos y 34 registros. En el momento de su instalación, fue el órgano más grande del país. El instrumento se conserva prácticamente idéntico a como fue armado de origen, siendo uno de los pocos órganos Walcker que se mantiene en funcionamiento sin mayores cambios. Al estar en la Catedral principal del país, el órgano no solo se utiliza para liturgias, sino también para eventos cívicos, como el Te Deum que se celebra el 26 de mayo al que siempre asisten el presidente y su gabinete, con motivo del aniversario del Día de la Independencia de la República Argentina, además de otras festividades nacionales.
Cabe destacar que dentro de Catedral metropolitana existen otros tres órganos: uno colonial de fines del siglo XVIII de origen desconocido, el órgano de la capilla del Santísimo Sacramento que cuenta con 122 tubos y el órgano del Bicentenario, estos últimos dos construidos por Enrique Rimoldi.

## Historia
Las autoridades clericales junto a Félix Frías, un vecino ligado a la iglesia católica, se hicieron cargo de la financiación del órgano, para lo cual se eligió a la firma Walcker Orgelbau de Alemania, quienes lo construyeron en 1871. Antes de ser comprado el instrumento estuvo instalado en una iglesia en Berlín. Su costo fue de 260.000 o 400.000 pesos. El órgano fue traído en once cajas desde Alemania, pero quedó retenido en la aduana hasta 1873, cuando por mediación de un decreto del presidente Domingo Faustino Sarmiento, se logró destrabar el trámite, permitiendo así su ensamblaje en la Catedral metropolitana de Buenos Aires, cuya construcción fue finalizada en 1873. El organista Jaime Xarau fue el primero en interpretar con el instrumento.
Quince años después, el órgano Walcker se encontraba casi inservible. Por cartas de un grupo de organistas, se puede leer que el instrumento estaba en mal estado, la acción de las teclas era pesada, el aire insuficiente para la cantidad de registros y los tubos estaban llenos de polvo. Como consecuencia, en 1887 el organero genovés Alberto Mateo Poggi cambió los fuelles originales por otros de mayor tamaño y añadió máquinas Barker. Si bien la máquina Barker ya se usaba en Europa, para ese momento se trataba de una novedad, y Poggi la uso con éxito para este instrumento. Poggi incluyó un techo al órgano, y también añadió cortinas a las paredes laterales que se podían operar desde la consola con una palanca, lo que proporcionó al organista una herramienta muy importante para la dinámica. El Manual III ya estaba integrado en una caja de resonancia, con estos dos juegos de pantallas, el rango de dinámica se amplió considerablemente. El éxito de la renovación de Poggi fue reconocido en su momento por la comisión encargada del examen del órgano.
En 1930 se le incorporó un ventilador eléctrico.

## Características
Es un órgano con un sonido representativo de la estética romántica alemana, pero incluye también elementos de estilo francés. La acción es mecánica con válvulas cónicas. Tiene 2846 tubos distribuidos en un volumen de diez metros de largo por siete de alto y siete de profundidad. Cuenta con 44 rangos y 34 registros, tres manuales C-f’’’ y pedalera C-d’. Su tubo más largo llega a los 16 pies. En este instrumento, Walcker utilizó válvulas cónicas. Este órgano tiene pedal de expresión y un Rollschweller, una rueda ubicada a la derecha del pedal de expresión. La rueda está conectada mediante un mecanismo especial a los diferentes registros, cuando el organista hace girar la rueda, se activan o desactivan diferentes registros. El Rollschweller es el predecesor del pedal de crescendo moderno. Uno de los registros de lengüeta llamado Physharmonica se activa con un pedal, en lugar de un perilla de registro. Una vez activado el registro, también es necesario presionar el pedal de crescendo physharmonica, ubicado a la derecha del pedal de expresión. La afinación del órgano se ha conservado lo más fielmente posible a la original. En la fachada se pueden ver tubos de los registros Principal 16', Montre 8' y Octava 4' del Manual I, y Montre 8' del Manual II. La consola que ha sido conservada igual a como se construyó, está ubicada en el centro mirando hacia el altar. La consola fue construida lo más compacta posible, así el organista puede estar atento a la acción litúrgica.

## Disposición
El órgano presenta la siguiente disposición:
| Manual I |                       |         |
| 01.      | Principal             | 016’    |
| 02.      | Montre                | 08’     |
| 03.      | Bourdon               | 08’     |
| 04.      | Viola de Gamba        | 08’     |
| 05.      | Hohlflöte             | 08’     |
| 06.      | Nasard currently 2-⅔’ | 05-1/3’ |
| 07.      | Prestant              | 04’     |
| 08.      | Kohrflote             | 04’     |
| 09.      | Octave                | 02’     |
| 010.     | Fourniture            | 0VI     |
| 011.     | Cornet                | 08’ V   |
| 012.     | Trompette             | 08’     |
| 013.     | Clairon               | 04’     |

| 0 | Acoplamientos y otros | 0 |
| 0 | II/I                  |   |
| 0 | Fortissimo IM         |   |
| 0 | Forte IM              |   |
| 0 | Piano IM              |   |

| Manual II |                     |       |
| 01.       | Bourdon             | 016’  |
| 02.       | Montre              | 08’   |
| 03.       | Bourdon             | 08’   |
| 04.       | Salicional          | 08’   |
| 05.       | Octave              | 04’   |
| 06.       | Flute               | 04’   |
| 07.       | Cymbal              | 02 II |
| 08.       | Basson y Clarinette | 08’   |
| 09.       | Tremulant           | 0     |

| 0 | Acoplamientos y otros  | 0 |
| 0 | III/II                 |   |
| 0 | Apple des jeux du II M |   |

| Manual III |               |     |
| 01.        | Principal     | 08’ |
| 02.        | Flûte douce   | 08’ |
| 03.        | Fugara        | 04’ |
| 04.        | Voix humaine  | 08’ |
| 05.        | Physharmonica | 08’ |
| 06.        | Tremulant     | 0   |

| 0 | Acoplamientos y otros | 0 |
| 0 | Expression III M      |   |

| Pedal |               |         |
| 1.    | Grand Bourdon | 16’     |
| 2.    | Soubasse      | 16’     |
| 3.    | Violon Basse  | 16’     |
| 4.    | Octave basse  | 8’      |
| 5.    | Violoncelle   | 8’      |
| 6.    | Quinte basse  | 10-2/3’ |
| 7.    | Bombarde      | 16’     |
| 8.    | Trompette     | 8’      |

| 0 | Acoplamientos y otros | 0 |
| 0 | I/P                   |   |
| 0 | II/P                  |   |

- Forte ou Piano en pedalier
- Forte General
- Expresión para Physarmonica
- Crescendo

## Organistas
- Jaime Xarau (1873)
- Candido Aguayo y Alonso (1876)
- Jaime Xarau (1873-1913)
- Escolastico Vicuña (1920)
- Julio Enrique Buelens (1950)
- Adriana Fontana (1965-1987)
- José Luis Bella (1999-2005)
- Enrique Rimoldi (1987-

presente)